# Шид, Джамал
Джамал Даниэль Шид (англ. Jamal Daniel Shead; род. 24 июля 2002, Остин) — американский профессиональный баскетболист клуба НБА «Торонто Рэпторс».

## Ранние годы
Шид начал свою карьеру в средней школе Джона Б. Конналли, а затем перевёлся в среднюю школу Манор. В среднем он набирал 18,1 очков, делал 6 подборов и 3,9 передач за игру в предпоследнем классе. Шид впервые в истории школы привёл Манор к государственному турниру и набрал 44 очка в победной игре против школы Руддер, заработав звание самого ценного игрока округа 18-5A. В выпускном классе он в среднем набирал 19,3 очков и 4,3 передач за игру, помогая Манору достичь результата 28-10. Считаясь трёхзвездным новобранцем по версии 247Sports Composite, Шид решил выступать за «Хьюстон», отклонив предложения от Техасского университета A&M, Южного методистского университета и Университета штата Колорадо.

## Карьера в колледже
Будучи новичком, Шид в среднем набирал 3,3 очка и 1,5 передачи за игру, проводя немного минут в качестве резервного разыгрывающего защитника в команде в Финале четырёх 2020/2021. В сезоне 2021/22, втором сезоне Шида, он набирал в среднем 10 очков и 5,8 передач за игру. В течение сезона он был повышен до стартового состава после травм стартовых защитников Маркуса Сассера и Трамона Марка. Шид помог «Хьюстону» сначала выиграть регулярный сезон конференции AAC, а потом чемпионат. В турнире NCAA Шид в среднем набирал 15 очков за игру на пути к месту в элитной восьмерке для «Кугарс», что включало в себя сенсационная победа над «Аризоной» в 1/8 финала, в котором Шид лидировал в своей команде с 21 очком. Он был включён в третью сборную конференции ACC. Будучи юниором, он в среднем набирал 10,5 очков, 5,4 результативных передач, 3,0 подбора и 1,7 перехвата за игру. Шид был включён во вторую сборную конференции ACC и получил награду Лучшего оборонительного игрока конференции ACC. После окончания сезона он выставил свою кандидатуру на драфт НБА 2023 года, но в конечном итоге вернулся в «Хьюстон» на свой последний сезон. В сезоне 2023/2024, их первом году в конференции Big 12, Шид привел «Кугэрз» к победе в регулярном сезоне, показывая средний показатель 12,9 очков, 6,3 результативных передач и 2,2 перехвата за игру. Он был назван Игроком года конференции Big 12 и Лучшим оборонительным игроком конференции Big 12, став первым игроком, выигравшим обе награды в одном сезоне.

## Профессиональная карьера

### Торонто Рэпторс (2024—н.в.)
27 июня 2024 года Шид был выбран под 45-м номером командой «Сакраменто Кингз» на драфте НБА 2024 года. В ночь драфта он был обменён вместе с Дэвионом Митчеллом, Александром Везенковым и выбором во втором раунде 2025 года в «Торонто Рэпторс» на Джейлена Макдэниелса. 5 июля он подписал контракт с «Рэпторс». 8 марта 2025 года Шид сделал победный бросок в матче против «Вашингтон Уизардс». Однако его не засчитали, так как Шид все ещё владел мячом, когда время достигло нуля. Таким образом, «Рэпторс» проиграли со счетом 117:118.

## Статистика

### Статистика в НБА
| Сезон                                                                                    | Команда | Регулярный сезон | Регулярный сезон | Регулярный сезон | Регулярный сезон | Регулярный сезон | Регулярный сезон | Регулярный сезон | Регулярный сезон | Регулярный сезон | Регулярный сезон | Регулярный сезон | Серия плей-офф | Серия плей-офф | Серия плей-офф | Серия плей-офф | Серия плей-офф | Серия плей-офф | Серия плей-офф | Серия плей-офф | Серия плей-офф | Серия плей-офф | Серия плей-офф |
| Сезон                                                                                    | Команда | GP               | GS               | MPG              | FG%              | 3P%              | FT%              | RPG              | APG              | SPG              | BPG              | PPG              | GP             | GS             | MPG            | FG%            | 3P%            | FT%            | RPG            | APG            | SPG            | BPG            | PPG            |
| ---------------------------------------------------------------------------------------- | ------- | ---------------- | ---------------- | ---------------- | ---------------- | ---------------- | ---------------- | ---------------- | ---------------- | ---------------- | ---------------- | ---------------- | -------------- | -------------- | -------------- | -------------- | -------------- | -------------- | -------------- | -------------- | -------------- | -------------- | -------------- |
| 2024/25                                                                                  | Торонто | 75               | 11               | 19,6             | 40,5             | 32,3             | 76,8             | 1,5              | 5,2              | 0,8              | 0,1              | 7,1              | Не участвовал  | Не участвовал  | Не участвовал  | Не участвовал  | Не участвовал  | Не участвовал  | Не участвовал  | Не участвовал  | Не участвовал  | Не участвовал  | Не участвовал  |
|                                                                                          | Всего   | 75               | 11               | 19,6             | 40,5             | 32,3             | 76,8             | 1,5              | 5,2              | 0,8              | 0,1              | 7,1              | Не участвовал  | Не участвовал  | Не участвовал  | Не участвовал  | Не участвовал  | Не участвовал  | Не участвовал  | Не участвовал  | Не участвовал  | Не участвовал  | Не участвовал  |
| Наведите курсор мыши на аббревиатуры в заголовке таблицы, чтобы прочесть их расшифровку. |         |                  |                  |                  |                  |                  |                  |                  |                  |                  |                  |                  |                |                |                |                |                |                |                |                |                |                |                |

### Статистика в NCAA
| Сезон | Команда | Conf   | Class | GP  | GS  | MPG  | FG%  | 3P%  | FT%  | RPG | APG | SPG | BPG | PPG  |
| --- | ------- | ------ | ----- | --- | --- | ---- | ---- | ---- | ---- | --- | --- | --- | --- | ---- |
| 2020/21 | Хьюстон | ACC    | FR    | 26  | 2   | 9,9  | 45,5 | 12,5 | 75,0 | 1,1 | 1,5 | 0,8 | 0,2 | 3,3  |
| 2021/22 | Хьюстон | ACC    | SO    | 38  | 32  | 31,0 | 40,5 | 29,8 | 80,2 | 3,0 | 5,8 | 1,6 | 0,2 | 10,0 |
| 2022/23 | Хьюстон | ACC    | JR    | 37  | 37  | 32,6 | 41,5 | 31,0 | 73,2 | 3,0 | 5,4 | 1,7 | 0,2 | 10,5 |
| 2023/24 | Хьюстон | Big 12 | SR    | 37  | 37  | 31,1 | 40,9 | 30,9 | 77,9 | 3,7 | 6,3 | 2,2 | 0,6 | 12,9 |
| Всего | Всего   | Всего  | Всего | 138 | 108 | 27,5 | 41,2 | 29,6 | 77,2 | 2,8 | 5,0 | 1,6 | 0,3 | 9,7  |
| Наведите курсор мыши на аббревиатуры в заголовке таблицы, чтобы прочесть их расшифровку Статистика приведена с сайта sports-reference.com |         |        |       |     |     |      |      |      |      |     |     |     |     |      |